# Elternschule (Film)
Elternschule ist ein am 11. Oktober 2018 in Deutschland im Verleih von Zorro Film im Kino angelaufener Dokumentarfilm von Jörg Adolph und Ralf Bücheler, der rund 30.000 Zuschauer hatte.  Er hatte seine Uraufführung im Mai 2018 beim Dokfest Kassel. Der Dokumentarfilm wurde vom Südwestrundfunk mitproduziert und Anfang Juli 2019 auch im Nachtprogramm des ARD-Fernsehens und danach in den dritten Programmen SWR Fernsehen, WDR Fernsehen, hr Fernsehen und BR Fernsehen ausgestrahlt.

## Inhalt
Im Film wird dokumentiert, wie Kinder und Eltern in der Gelsenkirchener Kinder- und Jugendklinik der Knappschaftskliniken, in einem an die wissenschaftlich nicht anerkannte „Germanische Neue Medizin“ von Ryke Geerd Hamer angelehnten Therapieprogramm in der Abteilung Pädiatrische Psychosomatik behandelt und betreut werden. Im Film absolvieren die Kinder, aber auch die Eltern ein Verhaltenstraining. Die Leitung der Abteilung hatte der Psychologe Dietmar Langer.

## Kritik und Reaktionen
Der Film wurde sehr kontrovers aufgenommen, wobei der Film in den Medien eher positiv betrachtet wurde. So sagte etwa die Fernsehsendung Kinokino des Bayerischen Fernsehens, der Film zeige „wie ein ganzheitliches Verhaltenstraining mit Psychotherapie und Erziehungscoaching funktionieren kann“. Die Süddeutsche Zeitung schrieb: „Für jeden, der selbst Kinder hat, ist der Film ein Muss.“ Das WDR Fernsehen titelte in seiner Sendung Westart: Filmdoku „Elternschule“. Das Geheimnis guter Erziehung. Hella Dietz von Zeit Online bewertete den Film als „wichtig“.
Jedoch erntete er zum Teil auch heftige Kritik. Karsten Umlauf schrieb für SWR 2, der Dokumentarfilm erwecke „den Eindruck, die Therapierung schwer verhaltensgestörter Kinder lasse sich mit allgemeinen Erziehungsmethoden gleichsetzen“.  Der Kinderarzt Herbert Renz-Polster sprach von erzieherischer Gewalt. Der Kritik schlossen sich auch die Deutsche Gesellschaft für Kinder- und Jugendpsychiatrie, Psychosomatik und Psychotherapie (DGKJP) und der Deutsche Kinderschutzbund an. Nora Imlau schrieb für die Zeitschrift Eltern, dass auf jedem Kinoticket ein Warnhinweis aufgedruckt sein müsste: „Zur Nachahmung zu Hause nicht geeignet!“ Jörg Fegert von der Uniklinik für Kinder- und Jugendpsychiatrie Ulm nahm den Film im Oktober 2018 gegenüber Kritik in Schutz und bezeichnete die Therapieinhalte als „lege artis“, wendet jedoch selbst „Kinder-Eltern-Training mit Videofeedback“ an. Er kritisierte jedoch, dass der Titel „Elternschule“ suggeriere, dass man hier lernen könne, „wie man ein (Klein-)Kind“ erziehe, jedoch sei „diese Botschaft … komplett falsch“. Es gehe im Dokumentarfilm „um Kinder mit zum Teil massiven sogenannten Regulationsstörungen, zum Beispiel, Essstörungen, Schlafstörungen und stundenlanges Schreien“. Auch Eltern gingen mit Kritik an der Behandlung der Kinder in die Öffentlichkeit.
Nach Erscheinen des Films wurden auch Strafanzeigen gegen die Kinder- und Jugendklinik Gelsenkirchen der Knappschaftkliniken gestellt, die sich auf die Filminhalte bezogen. Die Ermittlungsverfahren wurden jedoch von der Staatsanwaltschaft im November 2018 eingestellt. Im September 2020 wurde die Abteilung pädiatrische Psychosomatik der Kinder- und Jugendklinik in Gelsenkirchen, wo der Dokumentarfilm gedreht wurde, geschlossen, weil mangelnde Nachfrage der Eltern den weiteren Betrieb unwirtschaftlich gemacht hatte.

## Auszeichnungen
- 2019: Nominierung Deutscher Filmpreis – Bester Dokumentarfilm[20]
- 2020: Nominierung Grimme-Preis 2020 – Information & Kultur[21]